# Villa Guerrero (Estado de México)
Villa Guerrero o Tecualoya es una localidad mexicana y cabecera municipal de Villa Guerrero, su nombre proviene del nahuatl, significa Lugar donde devoran tigres u oselotes. Está ubicado en el sur del Estado de México. 